# کارینه خوداباشیان
کارینه خوداباشیان (ارمنی: Կարինե Էմանուելի Խուդաբաշյան (Սարգսյան)؛ انگلیسی: Karine Khudabashyan زادهٔ ۷ ژوئیهٔ ۱۹۲۹ - درگذشته ۱۷ نوامبر ۲۰۱۵) موسیقی‌شناس، منتقد اهل ارمنستان بود.

## زندگی‌نامه
وی در ۷ ژوئیهٔ ۱۹۲۹ در تفلیس به دنیا آمد و از کنسرواتوار دولتی کومیتاس ایروان فارغ‌التحصیل گشت. گاگیک سارگسیان و نازنیک سارگسیان همسر و دختر وی می‌باشند.  وی عضو اتحادیه آهنگسازان ارمنستان بود. وی همچنین برندهٔ جوایزی همچون چهره هنری شایسته جمهوری ارمنستان شده است. وی در ۱۷ نوامبر ۲۰۱۵ در سن ۸۶ سالگی در ایروان درگذشت.

## یادداشت
1. ↑  արվեստագիտության թեկնածու